# 宮崎真理
宮崎 真理（みやざき まり、MARI MIYAZAKI、8月14日 - ）は、日本のタレント。兵庫県神崎郡出身。現住所は大阪市。身長は152cm。血液型はO型。

## 出演番組

### 現在
- 滋賀ケーブルネットワーク　
  - DAILY　かわら版　　火〜木曜担当
- その他　
  - 子供向けイベントMC
  - 各種キャンペーン

### 終了したもの
- TV
  - 京都チャンネル＆KBS京都　「京都!ちゃちゃちゃっ」2005年後期
- ラジオ
  - MBSラジオ　ありがとう浜村淳です　ありがとう娘

## 所属事務所
- トークアイエヌジ